# Rousserolle d'Eiao
Acrocephalus percernis aquilonis
Sous-espèce
Statut de conservation UICN

 NE : Non évalué
La Rousserolle d'Eiao (Acrocephalus percernis aquilonis) est une sous-espèce d’oiseaux de la famille des Acrocephalidae. C’est une sous-espèce de la rousserole des Marquises du Nord, endémique de l'île d'Eiao, à l’extrême nord de l'archipel des Marquises. 
L'espèce vit dans les forêts sèches du plateau sommital de l'île. Elle comprend plusieurs races différentes, dont chacune occupe une variété d'habitats forestiers ou de brousse. 
En raison de la destruction massive de son habitat par les chèvres, les moutons et les porcs sauvages, la sous-espèce est en voie de disparition, voire éteinte. 
En 1987, sa population totale était estimée entre 100 et 200 individus. 